# Sveti Malahija
Sveti Malahija (irski: Maelmhaedhoc Ó Morgair; Armagh, 1094. – Clairvaux, 2. studenog 1148.), irski svetac, nadbiskup Armagha i jedan od najvećih reformatora u onome što je poznato kao Irska Crkva. 

## Životopis
Rodio se u obitelji Ó Morgair, a kršten je imenom Maelmhaedhoc Ua Morgair (kasnije latinizirano u Malahija). Za svećenika ga je 1119. zaredio sv. Celsus. Obavljao je niz dužnosti unutar hijerarhije Crkve, a u svom poslanju je bio neumoran. Putovao je u današnju Francusku da se usavrši u liturgiji i teologiji. Irsku Crkvu podvrgnuo je rimskoj vlasti, a uveo je i rimsku liturgiju. Zbog intriga dvije godine nije mogao preuzeti dužnost na koju je bio imenovan. Poznavao je utjecajne crkvene naučitelje onoga doba, ali najpoznatija stvar koja se veže uz njegovo ime je vizija posljednjih 112 papa. Mnogi vjeruju da je on napisao Proročanstvo papa u kojem piše da će posljednji papa nositi ime Petar II. To se proročanstvo nije ostvarilo s obzirom na to da se isti trebao izabrati na konklavi 2013. Umro je, kada je drugi put posjetio Francusku, na rukama svetog Bernarda. Papa Klement III. ga je proglasio svetim 1199. godine. Spomendan mu je 3. studenog da se ne kosi s blagdanom dušnog dana koji se slavi dan ranije.

## Poveznice
- Proročanstvo papa

## Vanjske poveznice
- Saint Malachy - Catholic Encyclopedia (engl.)
- Proročanstvo koje je crkva priznala: Nakon pape Benedikta XVI. dolazi Sudnji dan[neaktivna poveznica]
- Proročanstvo svetog Malahija  Arhivirana inačica izvorne stranice od 15. veljače 2013. (Wayback Machine) (engl.)